# 써로게이트 (2009년 영화)
《써로게이트》(영어: Surrogates 서러기츠[*])는 2009년 개봉한 미국의 SF 액션 영화이다. 2005년부터 2006년까지 출간된 로버트 벤디티와 브렛 웰델리의 동명 만화 시리즈가 원작이며, 조너선 모스토가 감독하고 브루스 윌리스가 주인공인 FBI 요원 톰 그리어 역으로 출연했다. 제목은 대리, 대행자 등의 사전적 의미를 가진다.

## 줄거리
이 영화는 한 과학자가 인간의 존엄성과 기계의 무한한 능력을 결합하여 발명한 원격 조종 대리 로봇, 즉 서러깃(surrogate)을 통해 인류가 100% 안전한 삶을 영위하는 가까운 미래를 배경으로 한다. 그러나 서러깃이 공격을 당해 그 사용자가 죽임을 당하는 전대미문의 살인 사건이 일어나면서 이야기는 달라진다.
미궁에 빠진 살인 사건을 조사하던 톰 그리어(브루스 윌리스 분)는 피해자가 다름 아닌 서러깃을 발명한 과학자의 아들임을 알게 되고, 전 인류를 절멸 상태로 빠뜨릴 치명적 무기가 존재함을 깨닫는다. 이제 인류의 운명을 뒤바꿀, 그리어의 절체절명의 미션이 시작된다.

## 출연
- 브루스 윌리스 - 톰 그리어 역
- 라다 미첼 - 제니퍼 피터스 역
- 로저먼드 파이크 - 매기 그리어 역
- 잭 노즈워디 - 마일스 스트리클런드 역
- 제임스 크롬웰 - 나이 많은 라이어널 캔터 역
- 빙 레임스 - 선지자 역
- 보리스 코조 - 앤드루 스톤 역
- 제임스 프랜시스 긴티 - 캔터의 아들 재리드의 서러깃 역
- 마이클 커들리츠 - 브랜던 대령 역
- 데빈 래트레이 - 보비 손더스 역
- 헬레나 맛손 - JJ 더 블론드 역
- 코디 크리스천 - 소년 캔터(캔터의 서러깃) 역
- 트레버 도너번 - 서리/그리어의 서러깃 역

## 우리말 녹음
KBS 성우진 (2013년 3월 22일)
- 이정구 - 그리어(브루스 윌리스)
- 배정미 - 피터스(라다 미첼)
- 유해무 - 선지자(빙 레임스)
- 윤세웅 - 라이어널 캔터 박사(제임스 크롬웰)
- 이광수 - 경찰반장(보리스 코조) / VSI 직원 / TV 방송 음성
- 방우호 - 스트리클런드(잭 노즈워디) / TV 방송 음성 / 형사
- 김석환 - 대령(마이클 커들리츠) / VSI 직원 / 캔터 박사의 비서
- 남도형 - 캔터 박사의 서러깃(코디 크리스천) / 캔터 박사 아들의 서러깃(제임스 프랜시스 긴티)
- 박희은 - 매기(로저먼드 파이크)
- 윤호 - 아나운서(커크 호킨스) / 캔터의 아들의 친구
- 홍수정 - 아나운서(리사 허낸데즈) / 컴퓨터 시스템 음성
- 한복현 - 보비(데빈 래트레이) / 경찰

## 같이 보기
- 뇌-컴퓨터 인터페이스
- 시뮬레이션
- 원격현장감
- 가상 현실